# دیوید زیمرهوفر
دیوید زیمرهوفر (انگلیسی: David Zimmerhofer؛ زادهٔ ۳۰ اوت ۱۹۹۵) بازیکن فوتبال اهل ایتالیا است.